# ويليام غارفيلد توماس جونيور
ويليام غارفيلد توماس جونيور (بالإنجليزية: William Garfield Thomas, Jr.)‏ هو ضابط أمريكي، ولد في 13 سبتمبر 1916، وتوفي في 12 أكتوبر 1942.